# Theridion styligerum
Theridion styligerum är en spindelart som beskrevs av F. O. Pickard-Cambridge 1902. Theridion styligerum ingår i släktet Theridion och familjen klotspindlar. Inga underarter finns listade i Catalogue of Life.